# Caryopteris jinshajiangensis
Caryopteris jinshajiangensis là một loài thực vật có hoa trong họ Hoa môi. Loài này được Y.K.Yang & X.D.Cong mô tả khoa học đầu tiên năm 1990.